# Guembelites
Guembelites es un género de foraminífero bentónico considerado un sinónimo posterior de Schwagerina de la subfamilia Schwagerininae, de la familia Schwagerinidae, de la superfamilia Fusulinoidea, del suborden Fusulinina y del orden Fusulinida. Su especie tipo es Schwagerina guembeli. Su rango cronoestratigráfico abarca el Artinskiense (Pérmico inferior).

## Discusión
Clasificaciones más recientes incluirían Guembelites en la superfamilia Schwagerinoidea, y en la subclase Fusulinana de la clase Fusulinata.

## Clasificación
Guembelites incluía a las siguientes especies:
- Guembelites crassitectoria †
- Guembelites guembeli †
- Guembelites jandianus †
- Guembelites lineanoda †
- Guembelites philostrati †